# Albert Heinz
Karl Hermann Rudolf Albert Heinz (* 16. Dezember 1896 in Halberstadt; † 12. Juni 1945 in Magdeburg-Herrenkrug) war ein deutscher Politiker (NSDAP) und SA-Führer.

## Leben und Wirken
Heinz lebte als Kaufmann in Stendal, Adolf-Hitler-Straße 1. Er trat 1930 der NSDAP bei (Mitgliedsnummer 278.079) und kandidierte auf dem Wahlvorschlag für die Partei bei der Wahl zum Deutschen Reichstag am 12. November 1933, zog aber nicht in den nationalsozialistischen Reichstag ein. Er wurde daraufhin SA-Brigadeführer in Merseburg. Bei den Reichstagswahlen 1936 und 1938 kandidierte er ebenfalls, zog aber erneut nicht in den Reichstag ein. Als Brigadeführer in der SA-Gruppe Mitte wurde er am 30. Januar 1942 zum Gruppenführer befördert.
Vom 20. Oktober 1942 bis zum 1. Juni 1943 war er vertretungsweise SA-Gruppenführer Hochland. 1944 war der SA-Gruppenführer Heinz als Gaustabführer im Gau Magdeburg-Anhalt verantwortlich für die Aufstellung des Volkssturms.
Kurz nach Ende des Zweiten Weltkriegs erschoss sich Heinz im Herrenkrugpark in Magdeburg.